# 阿雷亚尔
阿雷亚尔是巴西帕拉伊巴州的一个市镇。总面积33.935平方公里，总人口6012人，人口密度177.2人/平方公里。